# 牟志夔
牟志夔（？—？），字用一，號鳳區（鳳衢），四川叙州府南溪县人，明朝政治人物。

## 生平
万历十六年（1588年）戊子科四川乡试第六十三名舉人，三十二年（1604年）甲辰科進士，三十三年授行人司行人，三十四年六月赉敕存问旧辅王錫爵，賜银币羊酒。丁内艰，擢湖广道监察御史，四十三年奉命往长芦巡盐。四十六年巡按陕西，四十七年升福建副使。天启三年丁父艰，五年（1625年），以掌河南道御史李嵩疏薦，以原官起用。六年四月巡视京畿道，闰六月升太仆寺少卿，七年升右佥都御史、巡抚山西，与巡按御史李灿然、刘弘化于河东为魏忠贤建生祠，内有「丹心许国，精忠贯日，无双雅志，忧民伟代，參天第一」等语，并獲賜祠名「褒勋」。东林党魁赵南星被魏忠贤贬戍山西代州，崇祯皇帝继位后，有诏赦还，時任山西巡抚的牟志夔为阉党，故意推迟遣返，赵南星終死在戍所。崇禎元年四月，牟志夔被弹劾免官。

## 家族
曾祖牟鵠。祖父牟本定。父牟元（1546年-？），號仁宇，封行人，加封湖广道御史，赠少卿。母何氏。具慶下。弟志龍、志尹。娶游氏。